# Форт-230
Форт-230 — пістолет-кулемет під патрон 9×19 мм Люгер українського виробника зброї КНВО «Форт». Розробка та випробування були завершені у 2021 році, серійне виробництво у 2022.

## Характеристики
ТТХ пістолета-кулемета «Форт-230», заявлені виробником:
- калібр, мм – 9х19
- принцип дії – віддача вільного затвора
- режим ведення вогню – одиночний/автоматичний
- довжина з складеним/розкладеним прикладом, мм – 400/600
- довжина ствола, мм – 160
- висота х ширина, мм – 213/273 х 60
- вага з порожнім магазином, кг – не більше 2,5
- прицільна дальність, м – 200
- скорострільність, постр/хв – 800
- місткість магазина, набоїв – 20/30
- кількість нарізів у стволі – 6
- зусилля на спуск, кгс – 2-3,5

## Історія
Розробка пістолета-кулемета «Форт-230» була розпочата Казенним науково-виробничим об'єднанням «Форт» з метою створення сучасної та надійної зброї для українських силових структур. У 2021 році передсерійні прототипи «Форт-230» були представлені на виставці «Зброя та безпека», де привернули увагу фахівців та громадськості.
Станом на 27 жовтня 2021 року, «Форт-230» завершував заводські випробування, після чого планувалося провести доопрацювання та усунення виявлених недоліків. У 2022 році КНВО «Форт» планувало виготовити першу партію дослідних зразків та розпочати державні випробування.
За словами головного конструктора КНВО «Форт» Миколи Гливого, під час розробки «Форт-230» був врахований досвід створення останніх зразків зброї цього типу, що дозволило досягти високої надійності роботи автоматики навіть в умовах сильного забруднення.
1 березня 2025 року стало відомо, що Збройні Сили України, Національна гвардія та Національна поліція були озброєні пістолетами-кулеметами «Форт-230». Представник КНВО «Форт» повідомив, що зброя перебуває в серійному виробництві вже два роки та пройшла кодифікацію Міністерства оборони України.

## Оператори
Починаючи з 2025 року Збройні сили України, Національна гвардія та Національна поліція отримали на озброєння пістолети-кулемети «Форт-230».